# Dienstbüchlein (Max Frisch)
Dienstbüchlein ist ein Werk des Schweizer Schriftstellers Max Frisch aus dem Jahr 1974, benannt nach dem gleichnamigen Ausweis der Schweizer Armeeangehörigen. Er unterzieht darin seine Erlebnisse während des Aktivdienstes einer kritischen Würdigung.

## Einordnung in das Gesamtwerk
Das Dienstbüchlein ist eine Neuinterpretation jener Zeit, die Frisch in den Blättern aus dem Brotsack bereits einmal beschrieben hatte. Während Frisch aber damals eine patriotische Grundhaltung einnahm und für die bewaffnete Landesverteidigung eintrat, thematisierte er nun vor allem die Kooperation der Schweiz mit Nazi-Deutschland, die nazi-freundliche Haltung gewisser Kreise, die Mechanismen der Armeehierarchie und die wirtschaftlich-sozialen Missstände in der Schweiz.
Mit dem Dienstbüchlein positionierte sich Frisch endgültig als Armeekritiker. In seinem Spätwerk nahm der dieselbe Thematik nochmals in Schweiz ohne Armee? Ein Palaver auf, das im Kontext der Volksinitiative «Für eine Schweiz ohne Armee und für eine umfassende Friedenspolitik» der GSoA zu sehen ist, welche am 26. November 1989 zur Abstimmung gelangte.

## Buchausgabe
- Dienstbüchlein. Suhrkamp (st 205), Frankfurt am Main 1974, ISBN 3-518-36705-6